# 史堤夫·奧費斯
史堤夫·奧費斯（Steve Olfers，1982年2月25日—），荷蘭足球運動員，司職後衛，現時效力荷蘭班霸球會PSV燕豪芬，奧費斯是飛燕諾的青訓產品，但他無法在一隊站穩陣腳，故離隊並一直荷甲護級份子，直至他轉戰丹麥聯賽，他效力兩年後加盟飛燕諾競爭對手PSV燕豪芬。

## 連結
- （丹麦文） AaB profile
- Career stats at Danmarks Radio